# アンタッチャブルのたなからぼたもち
『アンタッチャブルのたなからぼたもち』は、東北放送（TBC）で水曜22:00～23:15に一年間放送されていたラジオ番組（2005年3月30日終了）。
パーソナリティはお笑いコンビのアンタッチャブル。